# Risa Niigaki
Risa Niigaki, född 20 oktober 1988 i Kagoshima, Japan, är en japansk sångerska och skådespelare. Hon var medlem i  tjejgruppen Morning Musume mellan åren 2001-2012.

## Karriär
Niigaki har en yngre syster. Innan Niigaki blev medlem i Morning Musume var hon barnmodell våren 2000.
Den 26 augusti 2001 blev hon genom Love Audition 21 utvald att bli medlem i Morning Musume som en del av gruppens "femte generation". Det första albumet hon hördes på var i gruppens fjärde album "4th Ikimmasshoi!".
I september 2002 blev den femte generationen utplacerade i gruppens olika sidogrupper. De medverkade på en singel, BE HAPPY Koi no Yajirobee. I den temporära uppdelningen av Morning Musume i januari 2003 blev hon placerad i Morning Musume Sakura Gumi. De släppte två singlar, Sakura Mankai och Hare Ame Nochi Suki, innan de blev inaktiva 2004.
I början av 2007 blev Niigaki utsedd till en medlem av "Morning Musume Tanjō 10nen Kinentai'". Gruppens syfte var att fira Morning Musumes 10-årsjubileum. De släppte sin första singel Bokura ga Ikiru My Asia den 24 januari 2007, och följde upp med Itoshiki Tomo e 8 augusti samma år. 
Niigaki var röstskådespelare till karaktären "Athena" i animen Robby & Kerobby. I oktober 2007 blev hon också placerad i gruppen Athena & Robikerottsu. Gruppen gav ut två singlar, som båda användes som öppningsspår till Robby & Kerobby. 
I juli 2008 blev det känt att Niigaki tillsammans med dåvarande Morning Musume-medlemmen Ai Takahashi skulle spela 1980-talets j-pop-duo Pink Lady i tv-dramat Hitmaker Aku Yū Monogatari. Den 6 augusti till 25 augusti 2008 satte Morning Musume upp musikalen "Cinderella the Musical". Niigaki tilldelades en av huvudrollerna som prinsen, medan Ai Takahashi spelade Askungen.
I april 2010 öppnade Risa en blogg som heter "Nee Nee... Chotto Kiitee! na no da".
Den 30 september 2011 blev Niigaki den nya ledaren för Morning Musume och för Hello! Project då Ai Takahashi tog examen från gruppen. Niigaki blev samma dag också den medlemmen som varit med längst i Morning Musume genom tiderna.
Den 2 januari 2012 meddelade Niigaki under en konsert att hon tar examen från Morning Musume och Hello! Project den 18 maj 2012. Hon gav då sitt ledarskap för Morning Musume och Hello! Project till Sayumi Michishige. Niigaki själv valde att sluta i gruppen eftersom hon uttryckt att hon vill satsa på skådespelaryrket.

## Filmografi
- 2002 Tokkaekko
- 2002 Ore ga Aitsu de Aitsu ga Ore de
- 2002 Haikara-san ga Tooru
- 2002 Angel Hearts
- 2003 Koinu Dan no Monogatari
- 2006 Ribbon no Kishi: The Musical
- 2007 Alo Hello! Niigaki Risa DVD
- 2007-2008 Robby & Kerobby (Athenas röst)
- 2008 Hitmaker Aku Yuu Monogatari
- 2008 Cinderella The Muscial (musikal)
- 2009 Alo Hello! 2 Niigaki Risa DVD
- 2010 Hanbun Esper
- 2010 Alo Hello! 3 Niigaki Risa DVD
- 2010 Fashionable (musikal)
- 2012 Suugaku Joshi Gakuen

### Radioprogram
- 2002-2003 OH-SO-RO! (Tanpopo Henshubu OH-SO-RO!)
- 2007-2008 GAKI*KAME (tillsammans med sjätte generations-medlemmen Eri Kamei)
- 2009 Five Stars (med Eri Kamei)

### Fotoböcker
- 5 Morning Musume. 5ki Members (5 モーニング娘。5期メンバー) (Med Takahashi Ai, Konno Asami och Ogawa Makoto) - 2002-08-13
- Niigaki Risa (新垣里沙) - 2004-10-06
- Amanatsu (あま夏) - 2006-06-24
- Isshun (一瞬) - 2007-05-26
- Happy girl - 2008-04-25
- Alo Hello! Niigaki Risa Photobook -MAHALO- - 2010-07-14

## Gruppmedlemskap

### Hello! Project grupper
- Morning Musume (2001-2012)
- Morning Musume Tanjou 10nen Kinentai (2007)
- Athena & Robikerottsu (2007-2008)

### Sidogrupper
- Tanpopo (2002)
- Morning Musume Sakura Gumi (2003-2004)

### Shuffle-grupper
- 2002: Happy 7
- 2003: 7AIR
- 2004: H.P. All Stars
- 2009-: ZYX-α

### Övriga
- Pocky Girls (2002)
- Metro Rabbits H.P. (2006-2012)